# Lamazière-Basse
Lamazière-Basse är en kommun i departementet Corrèze i regionen Nouvelle-Aquitaine i de centrala delarna av Frankrike. Kommunen ligger  i kantonen Neuvic som tillhör arrondissementet Ussel. År 2022 hade Lamazière-Basse 281 invånare.

## Befolkningsutveckling
Antalet invånare i kommunen Lamazière-Basse
Referens:INSEE